# Louis Auguste François Mariage
Pour les articles homonymes, voir Mariage (homonymie).
Louis Auguste François Mariage dit Louis Mériage, né le 8 juillet 1767 à Saint-Sauveur-le-Vicomte (Manche), mort le 8 décembre 1827 à Paris, est un général français de la Révolution et de l’Empire.

## États de service
Il entre en service le 3 juillet 1792, comme sous-lieutenant au 41e régiment d’infanterie, et il passe capitaine le 11 avril 1796. Le 22 janvier 1797, il est désigné comme aide de camp du général Avril, et le 28 mai il est élevé au grade de chef d’escadron.
Il est nommé adjudant-général chef de brigade le 7 janvier 1800, à l’armée de l’Ouest, puis il passe dans l’armée de réserve. Le 1er avril 1801, il rejoint le corps d’observation du midi, et le 23 septembre il est réformé. Il est remis en activité le 5 décembre comme adjudant-commandant et le 29 décembre il devient adjoint à l’inspecteur aux revues.
Le 30 août 1803, il sert comme chef d’état-major dans la 2e division du général Vandamme au camp de Saint-Omer. Il est fait chevalier de la Légion d’honneur le 5 février 1804, et officier de l’ordre le 14 juin suivant.
En 1805, il participe à la campagne d’Autriche, et le 1er décembre, il est chef d’état-major adjoint au 4e corps de la Grande Armée. En janvier 1806, il est envoyé en mission diplomatique à Vienne, et le 14 mars il est affecté à l’ambassade de France, dans cette ville, comme deuxième secrétaire.
En mai 1809, il fait la campagne d’Allemagne au sein du 8e corps d’armée. Le 2 juin il prend le commandement de la place de Vienne, et le 1er octobre suivant il est muté à l’armée de Dalmatie. Il est mis en non activité le 1er septembre 1811. Le 20 mars 1812, il reprend du service comme adjudant-commandant dans l’état-major du général Marchand, pendant la campagne de Russie. Il est promu général de brigade le 19 octobre 1812, lors de la revue des troupes par Napoléon à Moscou. Il est blessé le 18 novembre à la Bataille de Krasnoï, laisser sur le champ de bataille, il est fait prisonnier par les Russes, et il est de retour en France en juillet 1814.
Le 7 avril 1815, il est affecté à la 3e division militaire, chargé de l’organisation de la garde nationale. Il est fait commandeur de la Légion d’honneur le 13 juillet 1823, et grand officier de l’ordre le 29 octobre 1826.
Il meurt le 8 décembre 1827 à Paris.

## Dotation
- Donataire d’une rente de 6 000 francs sur les biens réservés en Westphalie le 19 mars 1808, et en Hanovre le 15 août 1809.

## Armoiries
| Figure | Nom du baron et blasonnement |
| ------ | --- |
|        | Armes du baron Louis Auguste François Mariage et de l'Empire, décret du 15 août 1809, lettres patentes du 14 avril 1810, commandeur de la Légion d'honneur Parti au premier coupé de sable et d'argent au lion de l'un en l'autre, au deuxième coupé du premier des barons tirés de l'armée, au second d'azur à l'étoile d'or - Livrées : blanc, noir, rouge et bleu. |

## Sources
- (en) « Generals Who Served in the French Army during the Period 1789 - 1814: Eberle to Exelmans »
- Thierry Pouliquen, « Les généraux français et étrangers ayant servis [sic] dans la Grande Armée » (consulté le 20 mai 2014)
- « La noblesse d’Empire » (consulté le 20 mai 2014)
- « Cote LH/1836/27 », base Léonore, ministère français de la Culture
- Vicomte Révérend, Armorial du Premier Empire, tome 3 année = 1897, Honoré Champion, libraire, Paris, p. 228.
- Georges Six, Dictionnaire biographique des généraux & amiraux français de la Révolution et de l'Empire (1792-1814), Paris : Librairie G. Saffroy, 1934, 2 vol., p. 181